# “Heroes” (альбом)
«Heroes»  (в переводе с англ. — «Герои») — двенадцатый студийный альбом британского музыканта Дэвида Боуи, изданный 14 октября 1977 года на лейбле RCA Records; второй из так называемой «Берлинской трилогии» (альбомы Low, «Heroes», Lodger), записанной в сотрудничестве с Брайаном Ино. Единственный из альбомов цикла, целиком записанный именно в Берлине. На диске «Heroes» звук предыдущего альбома Low эволюционировал в более «позитивном» направлении. Одноимённая композиция — классическая история двух влюблённых, тайно встречающихся возле Берлинской стены с угрозой для своей жизни — до настоящего времени остаётся одной из самых известных песен Боуи. Альбом в целом был чрезвычайно высоко оценён критиками — в частности, благодаря вкладу гитариста Роберта Фриппа, специально прилетевшего из США на один день для записи своих гитарных партий. По словам Джона Леннона, при создании своего альбома Double Fantasy (1980) он стремился «сделать что-то столь же хорошее, как альбом „Heroes“». Еженедельник New Musical Express назвал «Heroes» «альбомом года».

## Производство и стиль
Записанный в студии Hansa Studio by the Wall в Западном Берлине, альбом “Heroes” отразил дух эпохи холодной войны, символом которого было разделение города. По словам сопродюсера альбома, Тони Висконти, “Heroes” стал одним из его «последних больших приключений в создании альбомов. Студия находилась приблизительно в пятистах ярдах от Берлинской стены. Красногвардейцы регулярно наблюдали за нами в мощный бинокль со своего наблюдательного поста». Боуи вновь воздал должное повлиявшему на него краут-року: название альбома — ссылка на композицию «Hero» из альбома NEU! ’75 немецкой группы Neu!, в то время как песня «V-2 Schneider» вдохновлена основателем группы Kraftwerk Флорианом Шнайдером и названа в его честь. Ранее, в 1977 году, Kraftwerk упомянули Боуи, а также его друга Игги Попа, работавшего с Боуи в тот период, в тексте своей композиции «Trans-Europe Express». Фото на обложке “Heroes”, а также совместного альбома Боуи и Игги Попа The Idiot, выпущенного в том же году, вдохновлено картиной «Roquairol» немецкого художника-экспрессиониста Эриха Хеккеля.
Хотя “Heroes” включает в себя ряд «тёмных» и атмосферных инструментальных композиций, таких как «Sense of Doubt», «Neuköln» и «Moss Garden», по контрасту с предыдущей меланхолической и затворнической студийной работой Боуи альбом рассматривался как очень страстное и позитивное художественного заявление. Это заметно не только в заглавной композиции «„Heroes“», но и во вступительной «Beauty and the Beast», выпущенной вторым синглом в январе 1978 года, хриплой «Joe the Lion» и беззаботной «The Secret Life of Arabia». По словам Тони Висконти, текст для песни «Joe the Lion» был сочинён «менее чем за час». Для альбома в целом характерен импровизационный характер записи.
Для песни «„Heroes“» вокал Боуи был записан на три микрофона: один стоял в нескольких сантиметрах от певца, другой в шести метрах, третий — в пятнадцати. Чем громче Боуи пел, тем сильнее были задействованы второй и третий микрофоны; таким образом, голос постепенно обрастал реверберацией. На соло-гитаре в этой песне играет Роберт Фрипп. Предварительно создав эффект обратной связи (фидбек) при помощи гитары и усилителей, во время записи песни Фрипп двигал гитару, чтобы менять высоту звука. Тони Висконти также участвовал в записи: он барабанил по металлической пепельнице.

## Выпуск и влияние
Лейбл RCA Records продвигал альбом при помощи слогана «Есть старая волна. Есть новая волна. И есть Дэвид Боуи…». Выпущенный в конце 1977 года, “Heroes” получил положительные отзывы критиков; журналы Melody Maker и New Musical Express оба удостоили его титула «альбом года». Альбом достиг третьего места в хит-парадах Великобритании и занимал его в течение 26 недель, но был менее успешным в чартах США, где не поднялся выше 35-го места.
Многие композиции альбома исполнялись на концертах Боуи в следующем году (выпущенный тогда же концертный альбом с материалом тура получил название Stage). Филип Гласс адаптировал классическую сюиту “Heroes” Symphony, основанную на этом альбоме; это была его вторая симфония, основанная на материале Боуи (после Low Symphony, базировавшейся на материале альбома Low). Многие музыканты записали кавер-версии песни «„Heroes“»; композиция часто исполнялась на бис группой King Crimson в ходе турне 2000 года. Кавер-версия песни «The Secret Life of Arabia» в исполнении Билли Маккензи вышла в альбоме Music of Quality and Distinction (1982) группы British Electric Foundation.
Некоторые песни из “Heroes” вошли в саундтрек фильма «Мы, дети станции Зоо», в котором Боуи сыграл самого себя.

## Список композиций
Все песни написаны Дэвидом Боуи, за исключением отмеченных.
| №   | Название                    | Композиторы                           | Длительность |
| --- | --------------------------- | ------------------------------------- | ------------ |
| 1.  | «Beauty and the Beast»      |                                       | 3:32         |
| 2.  | «Joe the Lion»              |                                       | 3:05         |
| 3.  | «"Heroes"»                  | Дэвид Боуи, Брайан Ино                | 6:07         |
| 4.  | «Sons of the Silent Age»    |                                       | 3:15         |
| 5.  | «Blackout»                  |                                       | 3:50         |
| 6.  | «V-2 Schneider»             |                                       | 3:10         |
| 7.  | «Sense of Doubt»            |                                       | 3:57         |
| 8.  | «Moss Garden»               | Дэвид Боуи, Брайан Ино                | 5:03         |
| 9.  | «Neuköln»                   | Дэвид Боуи, Брайан Ино                | 4:34         |
| 10. | «The Secret Life of Arabia» | Дэвид Боуи, Брайан Ино, Карлос Аломар | 3:46         |

Примечания: В оригинальной версии полноформатной пластинки, первая сторона содержит треки 1-5; вторая сторона 6-10.

## Издания на компакт-диске
Альбом “Heroes” четырежды издавался на компакт-дисках. Первый раз на RCA Records в 1984 году, второй раз в 1991 году лейблом Rykodisc (с 2 бонус-треками), третий в конце 1990-х на Rykodisc (все композиции прошли 20-битный цифровой ремастеринг звука) и четвёртый в 1999 году на EMI/Virgin (все композиции прошли 24-битный цифровой ремастеринг звука, но без бонус-треков).

### Rykodisc 1991
| №   | Название                                     | Композиторы            | Длительность |
| --- | -------------------------------------------- | ---------------------- | ------------ |
| 11. | «Abdulmajid» (ранее не издавался, 1976–1979) | Дэвид Боуи, Брайан Ино | 3:40         |
| 12. | «Joe the Lion» (ремикс, 1991)                |                        | 3:08         |

## Участники записи
- Дэвид Боуи — вокал, клавишные, гитара, чемберлин[англ.], бубен[45], саксофон, кото, бэк-вокал, продюсер
- Карлос Аломар — ритм-гитара
- Деннис Дэвис — ударные, перкуссия
- Джордж Мюррей — бас-гитара
- Брайан Ино — синтезатор, клавишные, гитарные спецэффекты
- Роберт Фрипп — соло-гитара
- Тони Висконти — перкуссия[45], бэк-вокал, продюсер
- Антония Маас — бэк-вокал
- Колин Терстон — аудиоинженер

## Хит-парады

### Альбом
| Год  | Хит-парад              | Высшая позиция |
| ---- | ---------------------- | -------------- |
| 1977 | UK Albums Chart        | 3              |
| 1977 | Billboard Pop Albums   | 35             |
| 1977 | Norwegian Albums Chart | 13             |
| 1977 | Austrian Albums Chart  | 22             |
| 1977 | Swedish Albums Chart   | 13             |

### Сингл
| Год  | Сингл                  | Хит-парад             | Высшая позиция |
| ---- | ---------------------- | --------------------- | -------------- |
| 1977 | «Heroes»               | UK Singles Chart      | 24             |
| 1977 | «Heroes»               | Austrian Albums Chart | 19             |
| 1977 | «Heroes»               | Dutch Albums Chart    | 9              |
| 1978 | «Beauty and the Beast» | UK Singles Chart      | 39             |

## Комментарии
1. ↑  Murray, 1977 (интервью для журнала New Musical Express): 

ЧАРЛЗ ШААР МЮРРЕЙ: Почему Heroes — точнее, “Heroes” — взято в кавычки? Кавычки — часть названия [альбома]?

ДЭВИД БОУИ: Да. Во-первых — хоть это и было довольно глупо — я решил использовать в качестве названия единственную «повествовательную» песню. Выбор, вообще говоря, случайный, потому что никакой концепции у альбома нет.

ЧШМ: Мне показалось, что использование кавычек указывает на иронический подтекст слова «Герои», а то и самого понятия «героизм».

ДБ: Ну, в этом примере, на заглавном треке, так оно и было.

Оригинальный текст (англ.)CHARLES SHAAR MURRAY: Why does Heroes – or more accurately “Heroes” come in quotes? Are the inverted commas actually part of the title?
DB: Yeah. Firstly – it was quite a silly point really – I thought I’d pick on the only narrative song to use as the title. It was arbitrary, really, because there’s no concept to the album.
CSM: I’d felt that the use of quotes indicate a dimension of irony about the word “Heroes” or about the whole concept of heroism.
DB: Well, in that example they were, on that title track.